# Calvaire (Trémaouézan)

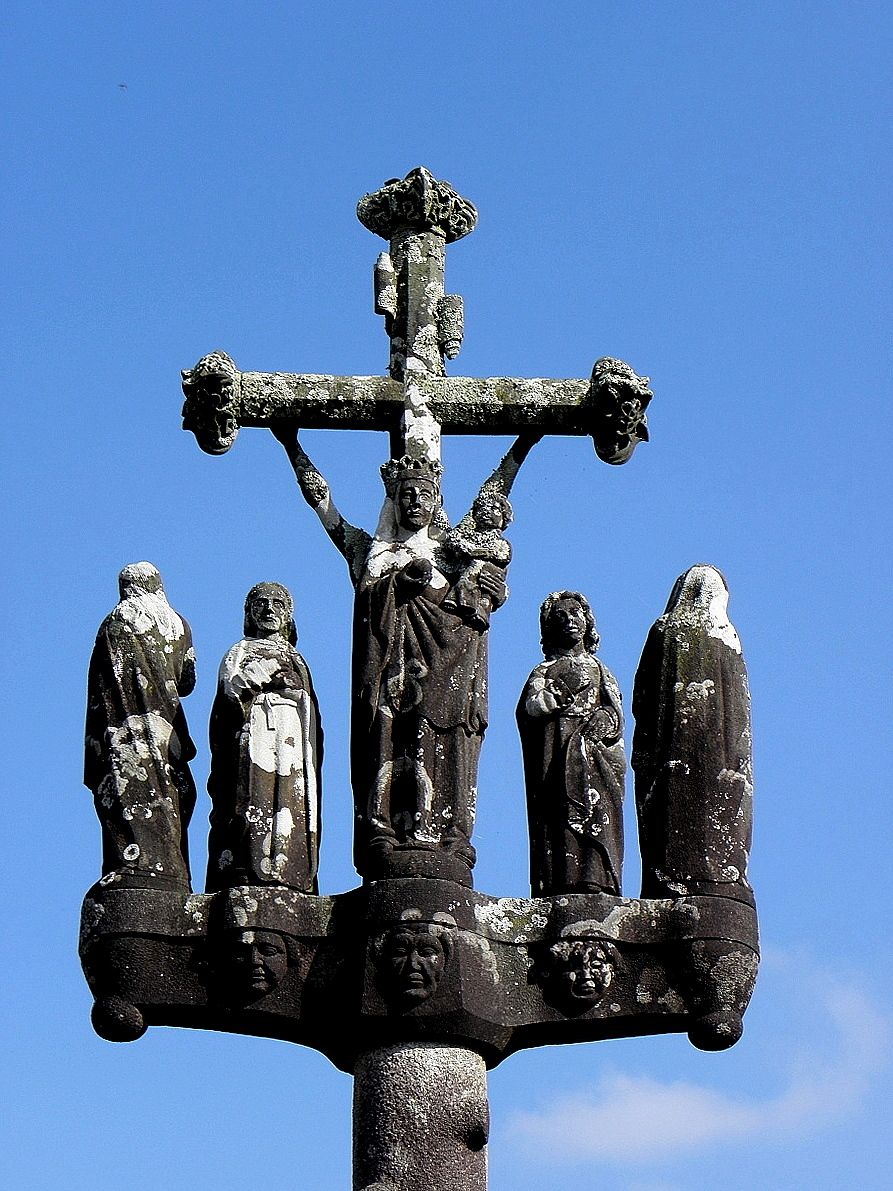
Calvaire in Trémaouézan, Rückseite mit Madonna und Kind

Der Calvaire in Trémaouézan, einer französischen Gemeinde im Département Finistère der Region Bretagne, wurde 1530 errichtet, wie es ursprünglich im Sockel geschrieben stand. Der Calvaire neben der Kirche Notre-Dame gehört zum Umfriedeten Pfarrbezirks.
Der Calvaire wurde 1707 durch einen Sturm und während der Revolution schwer beschädigt und danach jeweils wiedererrichtet. Auf der Vorderseite ist die Kreuzigungsszene mit den Aposteln Johannes, Paulus und Petrus zu sehen, auf der Rückseite ist die Madonna mit Kind dargestellt.